# Lenguas andi
Las lenguas andi constituyen un subgrupo filogenético dentro de las lenguas caucásicas norientales. Junto con el idioma avar y ocasionalmente también el grupo tsézico son considerados los parientes más cercanos y algunos autores piensan que estos tres grupos constituyen una unidad filogenética también válida.

## Clasificación

### Clasificación interna
Schulze (2009) da la siguiente clasificación interna para las lenguas andi:
- Andi (qwannab) (21,800)
- Akhvakh–Tindi
  - Akhvakh (ajvaj) (6500)
  - Karata–Tindi
    - Karata (kirdi) (6400)
    - Botlikh–Tindi
      - Botlikh (botlij) (5500)
      - Godoberi (3000)
      - Chamalal (5000)
      - Bagvalal–Tindi
        - Bagvalal (6500)
        - Tindi (5000)

El número de hablantes, indicado al final en tre paréntesis, se basa en las cifras dada spor Ethnologue.

## Comparación léxica
Los numerales en difrenes lenguas andi son:
| GLOSA | Lenguas andi | Lenguas andi | Lenguas andi | Lenguas andi     | Lenguas andi     | Lenguas andi  | Lenguas andi  | Lenguas andi | Lenguas andi | Avar      |
| GLOSA | Tindi-Karata | Tindi-Karata | Tindi-Karata | Botlikh-Godoberi | Botlikh-Godoberi | Andi-Chamalal | Andi-Chamalal | Akhvakh      | PROTO-ANDI   | Avar      |
| GLOSA | Tindi        | Bagvalal     | Karata       | Botlikh          | Godoberi         | Andi          | Chamalal      | Akhvakh      | PROTO-ANDI   | Avar      |
| ----- | ------------ | ------------ | ------------ | ---------------- | ---------------- | ------------- | ------------- | ------------ | ------------ | --------- |
| '1'   | ʦeb          | ʦeb          | ʦeb          | ʦeb              | ʦew              | seb           | seb           | ʧe.be        | *ʦeb         | ʦɔ        |
| '2'   | cʼe.jɑ       | cʼe.rɑ       | kʼe.dɑ       | kʼe.dɑ           | kʼe.dɑ           | tʃʼe.gu       | etʃʼi.dɑ      | kʼe.dɑ       | *kʼe-        | kʼi.gɔ    |
| '3'   | ɬɑb.dɑ       | hɑb.dɑ       | ɬɑb.dɑ       | hɑbu.dɑ          | ɬɑbu.dɑ          | ɬob.gu        | ɬɑɬɑ.dɑ       | tɬ͡ʷɑ.dʷɑ     | *ɬɑb(u)-     | ɬɑb.gɔ    |
| '4'   | boʔo.jɑ      | buʔu.rɑ      | boʔo.dɑ      | buʁu.dɑ          | boʔu.dɑ          | boɢo.gu       | boʔu.dɑ       | boqʼo.dɑ     | *boqʼu-      | unqʼ.ɔ    |
| '5'   | inʃːtu.jɑ    | inʃːtu.rɑ    | inʃːtu.dɑ    | iʃːtu.dɑ         | inʃːtu.dɑ        | inʃːdu.gu     | ĩsːu.dɑ       | ĩʃːtu.dɑ     | *inʃːdu-     | ʃːu.gɔ    |
| '6'   | intɬ͡i.jɑ     | intɬ͡o.rɑ     | intɬ͡i.jɑ     | intɬ͡i.dɑ         | intɬ͡i.dɑ         | ontɬi.gu      | ɑntɬ͡i.dɑ      | ĩtɬ͡ʼːi.dɑ    | *intɬ͡i-      | ɑnk͡ɬː.gɔ  |
| '7'   | hɑtɬ͡ʼu.jɑ    | hɑtɬ͡ʼu.rɑ    | hɑtɬ͡ʼːu.dɑ   | hɑtɬ͡ʼːu.dɑ       | hɑtɬ͡ʼu.dɑ        | hotɬ͡ʼu.gu     | ɑntɬ͡ʼu.dɑ     | ɑtɬ͡ʼːu.dɑ    | *hɑtɬ͡ʼu-     | ɑnk͡ɬːʼ.gɔ |
| '8'   | bitɬ͡ʼi.jɑ    | bitɬ͡ʼi.rɑ    | bitɬ͡ʼːi.dɑ   | bitɬ͡ʼːi.dɑ       | bitɬ͡ʼi.dɑ        | bijtɬ͡ʼai.gu   | betɬ͡ʼi.dɑ     | bitɬ͡ʼːu.dɑ   | *bitɬ͡ʼ-      | mik͡ɬːʼ.gɔ |
| '9'   | hɑʧʷʼɑ.jɑ    | hɑʧʷʼɑ.rɑ    | hɑʧʷʼɑ.dɑ    | hɑʧʼɑ.dɑ         | hɑʧʼi.dɑ         | hoʧʼo.gu      | ɑʧʼːɑ.dɑ      | ɑpʼɑ.dɑ      | *hɑʧʷʼɑ-     | iʧːʼ.gɔ   |
| '10'  | hɑʦʼɑ.jɑ     | hɑʦʼɑ.rɑ     | hɑʦʼɑ.dɑ     | hɑʦʼɑ.dɑ         | hɑʦʼɑ.dɑ         | hoʦʼo.gu      | ɑʦʼːɑ.dɑ      | ɑʧʼɑ.dɑ      | *hɑʦʼɑ-      | ɑnʦʼ.gɔ   |